# Kerk van Cainallo
De kerk van Cainallo (Italiaans: Chiesa di Cainallo) is een kerkgebouw in Esino Lario in de Italiaanse provincie Lecco (regio Lombardije). De kerk bevindt zich in de parochie van San Vittore Martire en ligt in het gehucht Cainallo dat hemelsbreed ruim een kilometer ten oosten van het dorp Esino Lario gelegen is.

## Opbouw
Het gebouw is een zaalkerk die eindigt in een apsis van vijf zijden. De kapel is noord-zuid georiënteerd. Boven de ingang bevindt zich een kleine klokkentoren. De kerk is voorzien van rondboogvensters.